# كريغ من الجدول
كريغ من الجدول (بالإنجليزية: Craig of the Creek)‏ هو مسلسل تلفزيوني أمريكي من تأليف مات بورنيت وبن ليفين لـ كرتون نتورك ستوديوز
تم عرض الحلقة التجريبية للمسلسل مباشرة على التطبيق الرسمي في 1 ديسمبر 2017، وعُرض المسلسل لأول مرة على الإنترنت في 19 فبراير 2018، مع عرض مزدوج العرض في 30 مارس 2018.

## الشخصيات
- كريغ ويليامز (الأداء الصوتي: فيليب سولومون)[2]
- كيلسي بوكولي (الأداء الصوتي: جورجي كيدر ونويل ولز)[3]
- جون بول ميرسر (الأداء الصوتي: إتش. مايكل كورنر)[4]
- برنارد ويليامز (الأداء الصوتي: فيل لامار)[5]
- جيسيكا ويليامز (الأداء الصوتي: لوسيا كانينغهام)[6]
- دواين ويليامز (الأداء الصوتي: تيري كروز)[7]
- نيكول ويليامز (الأداء الصوتي: كيمبرلي هيبرت غريغوري)[8]
- إيرل ويليامز (الأداء الصوتي: فيل موريس)
- جوجو ويليامز (الأداء الصوتي: ساوندرا ماكلين)[9]
- برايسون ويليامز (الأداء الصوتي: تيرينس هاردي جونيور)
- دارنيل ويليامز (الأداء الصوتي: ليل ريل هوري)
- كيم ويليامز (الأداء الصوتي: تيشا كامبل)
- جازمن ويليامز (الأداء الصوتي: تاوني نيوسوم)
- الكسيس (الأداء الصوتي: كارين فوكوهارا)[10]

## الأصوات العربية
الأصوات
- عماد فغالي - كريغ
- جمانة الزنجي - كيلسي
- حسن مهدي - جاي بي، حارس الجانب الآخر ( الصوت الأول)
- ألين سعادة - جيسيكا
- شادي شمص - بيرنارد، دواين
- رالين داغر - نيكول
- ندي الحاج - كيت
- أحمد الرفاعي
- جيل يوسف
- شربل أيوب
- إبراهيم ماضي
- جورج دياب
- محمد كعكاتي
- يوسف شلهوب- فتى الحلوى حارس الجانب الآخر (الصوت الثاني)

## وصلات خارجية
- كريغ من الجدول على موقع IMDb (الإنجليزية)
- كريغ من الجدول على موقع روتن توميتوز (الإنجليزية)
- كريغ من الجدول على موقع ميوزك برينز (الإنجليزية)
- كريغ من الجدول على موقع كينوبويسك (الروسية)
- كريغ من الجدول على موقع ألو سيني (الفرنسية)
- كريغ من الجدول على موقع قاعدة بيانات الفيلم (الإنجليزية)